# Claas
CLAAS, официално CLAAS KGaA mbH, е производител на селскостопанска техника със седалище в Харзевинкел, Германия, федерална провинция Северен Рейн-Вестфалия. Основана през 1913 г. от Август Клаас, CLAAS е семеен бизнес и един от пазарните и технологични лидери в технологиите за прибиране на реколтата. Това е лидер на европейския пазар на зърнокомбайни и се счита за лидер на световния пазар на самоходни силажокомбайни. Продуктовата гама също така включва трактори, балопреси, косачки, гребла, сенообръщачки, ремаркета за силаж, колесни товарачи, телескопични товарачи и друго оборудване за прибиране на реколтата, както и информационни технологии за земеделие. CLAAS има около 11 500 служители по целия свят и отчита оборот от приблизително 3,9 млрд. евро през финансовата 2019 г. Около 78,5% от продажбите са реализирани извън Германия.

## История
Историята на компанията датира от 1887 г., когато Франц Клаас основава компания за производство на центрофуги за млечни продукти в Клархолц. От около 1900 г. той произвежда и други селскостопански машини тук, като сламовързачки и косачки.
Официалното основаване на компанията е през 1913 г., когато синът на Франц Клаас, Август Клаас, информира отговорния офис в Херцеброк, че произвежда сламовързачки с двама механици и един неквалифициран работник. През 1914 г. братята му Франц (младши) и Бернхард Клаас също се присъединяват към компанията. След това компанията продължава под името Gebr. Claas. Четвъртият брат, Тео, официално се присъединява към компанията като партньор през 1940 г.

## Собственици и управление
Компанията не е регистрирана на фондовата борса. Мажоритарен собственик и председател на надзорния съвет е Катрина Клаас-Мюлхойзер. Председател на борда е нейният братовчед Ян-Хендрик Мор.
По обем на продажбите CLAAS е петият по големина производител на селскостопански машини в света. Оборотът през 2021 г. е 4,797 милиарда евро, нетната печалба е 272,6 милиона евро.

## Глобална компания за земеделски технологии
От 90-те години на XX век компанията засилва международното си присъствие в неевропейски страни. Създадени са нови производствени и търговски обекти в Индия (1989), САЩ (1999), Русия (2005), Китай (2012/2014) и Южна Америка. CLAAS има общо 13 завода, в които работят над 11 хиляди души. С придобиването на мажоритарен дял в Renault Agriculture през 2003 г. CLAAS разширява продуктовата си гама, за да включи стандартни трактори. На 11 февруари 2003 г. 400 000-ният зърнокомбайн напуска производствената линия в главния завод в Харзевинкел.
През 2011 г. LEXION 770 поставя световен рекорд на Гинес с 675,84 тона зърно, прибрано за осем часа.
С изграждането през 2017 г. на нов развоен център за електронни системи за управление в Дисен, Долна Саксония, CLAAS насочва курса си към друга важна бъдеща област: цифровизацията на селското стопанство.
Към 2024 г. CLAAS продължава дейността си в Русия въпреки руската инвазия в Украйна.